# Yan Bhartelemy
Yan Bhartelemy, född 5 mars 1980 i Matanzas, Kuba, är en kubansk boxare som tog OS-guld i lätt flugviktsboxning 2004 i Aten. Han var med i det kubanska lag som vann boxnings-VM 2006.